# Hansa (bướm nhảy)
Hansa là một chi bướm ngày thuộc họ Bướm nâu.

## Các loài
- Hansa cotundo
- Hansa devergens
- Hansa hyboma
- Hansa hydra
- Hansa morgani